# Herb Nekli
Herb Nekli – jeden z symboli miasta Nekla i gminy Nekla w postaci herbu uchwalony 21 kwietnia 1993 roku.

## Wygląd i symbolika
Herb przedstawia w polu czerwonym pół srebrnej strzały, żeleźcem w górę, wspartej na półpierścieniu.
Herb nawiązuje do herbu szlacheckiego Ogończyk.